# Cinnabon
Cinnabon is een Amerikaanse keten van bakkerijwinkels die werd opgericht in 1985. Het kaneelbroodje is het belangrijkste product.

## Geschiedenis
De eerste winkel opende in 1985 in de Amerikaanse staat Washington en telde in 2018 meer dan 1200 filialen in 48 landen. Sinds 2012 is de keten ook in Nederland actief. Er zijn winkels in Amsterdam, Rotterdam en Utrecht. Cinnabon-winkels zijn vaak gevestigd op plaatsen met veel voetgangers, zoals winkelcentra.
Het bedrijf is sinds 2004 in handen van Focus Brands, een dochter van Roark Capital Group, en heeft zijn hoofdzetel in Sandy Springs (Georgia).

## In populaire cultuur
In Better Call Saul werkt het hoofdpersonage ook in een Cinnabon. Deze winkel is in meerdere afleveringen en seizoenen te zien.

## Galerij

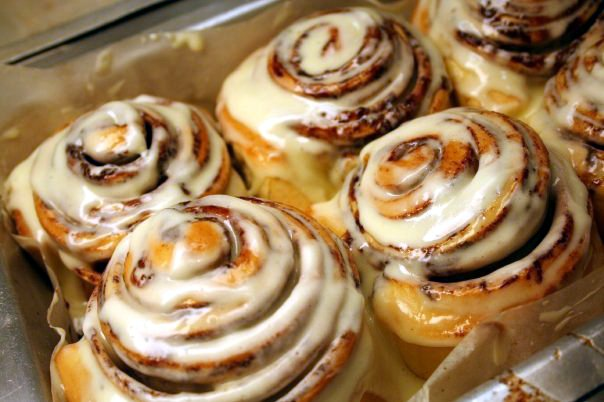
Kaneelbroodjes van Cinnabon worden rijkelijk overgoten met glazuur.